# 철원군수 선거
철원군수 선거는 강원특별자치도 철원군의 군수를 선출하는 선거이다.

## 역대 민선 철원군수
| 선거   | 정당 | 정당       | 군수   |
| ------ | ---- | ---------- | ------ |
| 1995년 |      | 민주자유당 | 김호연 |
| 1998년 |      | 한나라당   | 이수환 |
| 2002년 |      | 한나라당   | 김호연 |
| 2004년 |      | 열린우리당 | 문경현 |
| 2006년 |      | 한나라당   | 정호조 |
| 2010년 |      | 한나라당   | 정호조 |
| 2014년 |      | 새누리당   | 이현종 |
| 2018년 |      | 자유한국당 | 이현종 |
| 2022년 |      | 국민의힘   | 이현종 |

## 역대 선거 결과

### 제1회 전국동시지방선거
|  | 35.57% |

|  | 32.70% |

|  | 24.04% |

|  | 7.67% |

### 제2회 전국동시지방선거
|  | 27.19% |

|  | 27.08% |

|  | 24.20% |

|  | 21.52% |

### 제3회 전국동시지방선거
|  | 45.71% |

|  | 24.21% |

|  | 15.55% |

|  | 14.51% |

### 2004년 대한민국 재보궐선거
김호연 군수의 군수직 상실로 인해 치러진 2004년 대한민국 재보궐선거에서 열린우리당 문경현 후보가 당선되었다.

### 제4회 전국동시지방선거
|  | 51.87% |

|  | 43.74% |

|  | 4.38% |

### 제5회 전국동시지방선거
|  | 45.85% |

|  | 42.99% |

|  | 11.15% |

### 제6회 전국동시지방선거
|  | 49.43% |

|  | 33.47% |

|  | 17.09% |

### 제7회 전국동시지방선거
|  | 45.24% |

|  | 31.27% |

|  | 23.47% |

### 제8회 전국동시지방선거
|  | 36.74% |

|  | 35.05% |

|  | 28.20% |